# Parakosalya
Parakosalya är ett släkte av insekter. Parakosalya ingår i familjen vedstritar.
Kladogram enligt Catalogue of Life:
| Parakosalya | \| \| Parakosalya insularis \| \| \| \| \| \| Parakosalya orientalis \| \| \| \| |
|             | \| \| Parakosalya insularis \| \| \| \| \| \| Parakosalya orientalis \| \| \| \| |
|             | Parakosalya insularis                                                            |
|             |                                                                                  |
|             | Parakosalya orientalis                                                           |
|             |                                                                                  |